# Eduard Bauch
Eduard Bauch (* 8. Februar 1876 in Würzburg; † 30. April 1936 in Bad Kissingen) war von 1917 bis 1919 Bürgermeister von Bad Kissingen sowie Bezirksamtsvorstand in Roding, Marktheidenfeld und Schweinfurt.

## Leben
Eduard Bauch war der Sohn des Brauereibesitzers Gabriel Bauch. Er studierte Jura und war anschließend Bezirksamtsassessor in Vohenstrauß, Dillingen und Würzburg. Danach war er Regierungsassessor bei der Regierung der Pfalz. Am 27. September 1917 wurde Bauch vom Kollegium der Gemeindebevollmächtigten von Bad Kissingen als Nachfolger von Theobald von Fuchs zum rechtskundigen Bürgermeister der unterfränkischen Stadt gewählt.
Seine Amtszeit in Kissingen war geprägt durch die Lebensmittelknappheit und die daraus folgende Zwangsbewirtschaftung, die der Erste Weltkrieg hervorgerufen hatte. Außerdem fällt in seine Amtszeit der Kauf der Lindesmühle durch die Stadt. Bereits am 4. Oktober 1918 kündigte Bauch in einem Schreiben an das Bayerische Innenministerium seinen Rücktritt an und bat um die Wiederanstellung im Staatsdienst. Als kurz darauf in Bayern die Revolution ausbrach und am 12. November 1918 auch in Bad Kissingen ein Arbeiter- und Soldatenrat gebildet wurde, war Bauch bereits ein Bürgermeister auf Abruf.
Im April 1919 trat Bauch wieder eine Stelle als Regierungsassessor bei der Regierung der Pfalz in Speyer an, kurz darauf am 17. Mai als Bezirksamtsassessor bei der Regierung von Niederbayern. Im September 1921 und März 1923 wurde er aus gesundheitlichen Gründen für jeweils ein halbes Jahr vorläufig in den Ruhestand versetzt, um dann ab November 1923 Bezirksamtsvorstand in Roding und ab 15. Februar 1927 in Marktheidenfeld zu werden. Ab Januar 1933 bis zum vorzeitigen Ruhestand am 1. August 1935 war er als Bezirksamtsvorstand in Schweinfurt tätig.
Am 26. Januar 1927 wurde er zum Ehrenbürger der Gemeinde Falkenstein ernannt.